# افرایم کولکلوگ
افرایم کولکلوگ (انگلیسی: Ephraim Colclough; ۱ دسامبر ۱۸۷۵ – ۲ ژانویهٔ ۱۹۱۴) بازیکن فوتبال اهل پادشاهی متحد بریتانیای کبیر و ایرلند بود.
از باشگاه‌هایی که در آن بازی کرده‌است می‌توان به باشگاه فوتبال استوک سیتی، باشگاه فوتبال واتفورد، و باشگاه فوتبال برایتون اند هوو آلبیون اشاره کرد.